# 32. ročník People's Choice Awards
32. ročník People's Choice Awards se konal 10. ledna 2006 v Shrine Auditorium v Los Angeles, Kalifornie. Moderátorem večera byl Craig Ferguson a ceremoniál vysílala stanice CBS.

## Nominace a vítězové
Tučně jsou označeni vítězové.

### Ocenění
| Nejoblíbenější nový televizní seriál                                                                                              | Nejoblíbenější písnička ze soundtracku |
| --- | --- |
| Jmenuju se Earl - Jak jsem poznal vaši matku - Everybody Hates Chris                                                              | „These Boots Are Made for Walkin'“ – Jessica Simpson, Mistři hazardu - 1 Thing – Amerie, Hitch: Lék pro moderního muže - Errtime – Nelly, Trestná lavice |
| Nejlepší filmové drama | Nejoblíbenější vtipná hvězda – muž |
| Star Wars: Epizoda III – Pomsta Sithů - Coach Carter - Batman začíná                                                              | Adam Sandler - Chris Rock - Will Smith |
| Nejoblíbenější akční filmový herec                                                                                                | Nejoblíbenější film |
| Matthew McConaughey – Sahara - Brad Pitt – Mr. & Mrs. Smith - Dwayne Johnson – Doom                                               | Star Wars: Epizoda III – Pomsta Sithů - Batman začíná - Hitch: Lék pro moderního muže                                                                    |
| Nejoblíbenější televizní herec | Nejoblíbenější turné |
| Ray Romano – Raymonda má každý rád - Charlie Sheen – Dva a půl chlapa - Kiefer Sutherland – 24 hodin                              | U2 - Green Day - Paul McCartney |
| Nejoblíbenější zpěvačka | Nejoblíbenější zpěvák |
| Kelly Clarkson - Faith Hill - Gwen Stefani                                                                                        | Tim McGraw - Toby Keith - Jordan Cahill - Usher |
| Nejoblíbenější televizní komedie                                                                                                  | Nejvtipnější žena |
| Raymonda má každý rád - Zlatá sedmdesátá - Simpsonovi                                                                             | Ellen DeGeneres - Drew Barrymoreová - Queen Latifah |
| Nejoblíbenější filmový herec | Nejoblíbenější filmová herečka |
| Johnny Depp – Karlík a továrna na čokoládu - Nicolas Cage – Obchodník se smrtí a Pan Rosnička - Denzel Washington                 | Sandra Bullock – Crash a Slečna Drsňák 2: Ještě drsnější - Angelina Jolie – Mr. & Mrs. Smith - Nicole Kidman – Tlumočnice a Moje krásná čarodějka        |
| Nejoblíbenější rodinný film | Nejoblíbenější filmová komedie |
| Karlík a továrna na čokoládu - Strašpytlík - Madagaskar - Ochránce                                                                | Nesvatbovi - Hitch: Lék pro moderního muže - Tresná lavice                                                                                               |
| Nejoblíbenější televizní drama | Nejoblíbenější skupina |
| Kriminálka Las Vegas - Zoufalé manželky - Zákon a pořádek: Útvar pro zvláštní oběti                                               | Green Day - The Black Eyed Peas - Destiny's Child |
| Nejoblíbenější talk show | Nejoblíbenější nové televizní drama |
| The Ellen DeGeneres Show - Live with Regis and Kelly - The Oprah Winfrey Show                                                     | Útěk z vězení - První prezidentka - Myšlenky zločince |
| Nejoblíbenější účes | Nejoblíbenější reality show |
| Faith Hill - Jennifer Garnerová - Nicole Kidman                                                                                   | Vítejte doma! - Extreme Makeover - Supernanny |
| Nejoblíbenější herec v hlavní roli                                                                                                | Nejoblíbenější herečka v hlavní roli |
| Brad Pitt - Jamie Foxx - Adam Sandler                                                                                             | Reese Witherspoonová – A co když je to pravda? a Walk the Line - Cameron Diaz – Zná jí jako svý boty - Renée Zellweger – Těžká váha                      |
| Nejoblíbenější vzhled | Nejoblíbenější televizní herečka |
| Jennifer Aniston - Angelina Jolie - Reese Witherspoonová                                                                          | Jennifer Garnerová – Alias - Teri Hatcherová – Zoufalé manželky - Jennifer Love Hewitt – Posel ztracených duší                                           |
| Nejoblíbenější pár | Nejoblíbenější reality-show (soutěž) |
| Vince Vaughn a Owen Wilson, Nesvatbovi - Angelina Jolie a Brad Pitt, Mr. & Mrs. Smith - Chris Rock a Adam Sandler, Trestná lavice | American Idol - Faktor strachu - Kdo přežije |
| Nejoblíbenější ženská akční hvězda                                                                                                | Nejoblíbenější úsměv |
| Jennifer Garnerová – Elektra - Angelina Jolie – Mr. & Mrs. Smith - Catherine Zeta-Jones – Legenda o Zorrovi                       | Cameron Diaz - Drew Barrymoreová - Queen Latifah |